# Frédéric Jean
Frédéric Jean (* 29. Mai 1983 in Valence) ist ein ehemaliger französischer Biathlet und heutiger Biathlontrainer.
Frédéric Jean betrieb Biathlon seit 1998. Seit 2000 gehörte er dem französischen Nationalkader an. Er lebt in Les Rousses und startete für Vercors Ski de Fond. 2003 nahm er in Kościelisko, 2004 in Haute-Maurienne, an Junioren-Weltmeisterschaften teil, konnte aber ebenso wenig wie bei der Europameisterschaft 2006 in Langdorf nennenswerte Einzelergebnisse erreichen. In Langdorf erreichte er jedoch einen fünften Platz mit der Staffel.
Jean startete 2003/04 im Junioren-Europacup, seit 2004 im Europacup. Dort konnte er seit zwei dritten Plätzen in Sprint und Verfolgung in Altenberg im Jahr 2006 mehrfach gute Platzierungen erreichen. Dreimal, 2006 im Massenstart und der Verfolgung in Gurnigel und 2007 in einem Einzel in Obertilliach konnte er Rennen gewinnen. Im Biathlon-Weltcup kam Jean seit seinem ersten Einsatz im Sprint von Pokljuka (68.) in der Saison 2005/2006 nur sporadisch zum Einsatz, bestes Ergebnis war ein 41. Platz im Sprint von Antholz 2008.
2018 wurde Frédéric Jean zum verantwortlichen Cheftrainer der französischen Biathletinnen im Weltcup ernannt. Zuvor war er in dieser Position im IBU-Cup tätig. Nach den Olympischen Spielen 2022 trat er aus persönlichen Gründen vom Amt zurück.

## Biathlon-Weltcup-Platzierungen
Die Tabelle zeigt alle Platzierungen (je nach Austragungsjahr einschließlich Olympische Spiele und Weltmeisterschaften).
- 1.–3. Platz: Anzahl der Podiumsplatzierungen
- Top 10: Anzahl der Platzierungen unter den ersten zehn (einschließlich Podium)
- Punkteränge: Anzahl der Platzierungen innerhalb der Punkteränge (einschließlich Podium und Top 10)
- Starts: Anzahl gelaufener Rennen in der jeweiligen Disziplin

| Platzierung         | Einzel | Sprint | Verfolgung | Massenstart | Staffel | Gesamt |
| ------------------- | ------ | ------ | ---------- | ----------- | ------- | ------ |
| 1. Platz            |        |        |            |             |         |        |
| 2. Platz            |        |        |            |             |         |        |
| 3. Platz            |        |        |            |             |         |        |
| Top 10              |        |        |            |             |         |        |
| Punkteränge         |        |        |            |             |         |        |
| Starts              | 4      | 10     | 3          |             |         | 17     |
| Stand: 14. Mai 2011 |        |        |            |             |         |        |

## Persönliches
Im Mai 2010 heiratete Frédéric Jean die Langläuferin Aurore Cuinet in ihrem Wohnort Les Rousses.